# Jules Berman
Jules Berman, född Julius Berman den 5 juli 1902, död den 13 april 1962 i Engelbrekts församling, Stockholm, var en svensk journalist av judisk-polsk härkomst.
Berman använde sig av pseudonymen Röda Nejlikan och var utöver journalist även författare, kåsör och festarrangör. Han var bland annat reklamchef åt Karl Gerhard och presskontaktman för utländska kändisar som Maurice Chevalier och Josephine Baker.
Berman är begravd på Östra kyrkogården i Malmö.